# Saint-Maclou
Saint-Maclou là một xã của tỉnh Eure, thuộc vùng Normandie, miền bắc nước Pháp.